# Вокзал Гельзенкирхен
Гельзенкирхенский вокзал (нем. Gelsenkirchen Hauptbahnhof) — главный железнодорожный вокзал в городе Гельзенкирхене (федеральная земли Северный Рейн-Вестфалия). По немецкой системе классификации вокзал Мюльхайма-на-Руре относится к категории 2.

## История

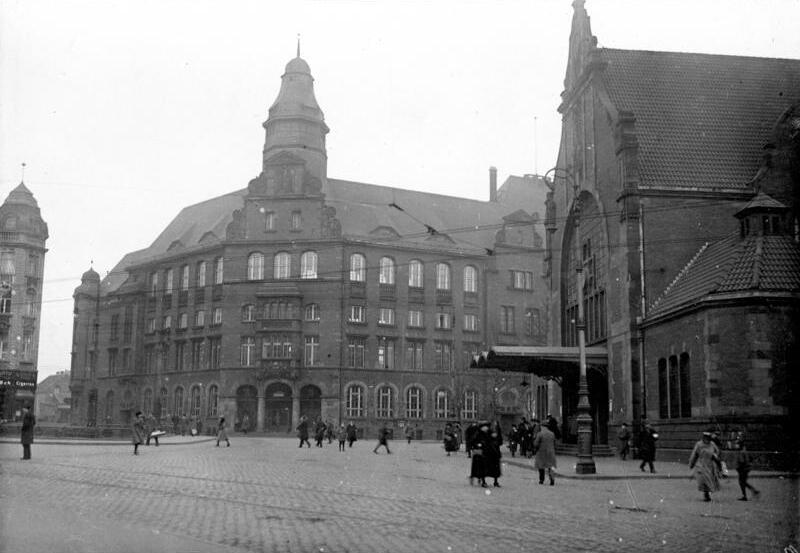
Здание почтамта и вокзал в 1924 году

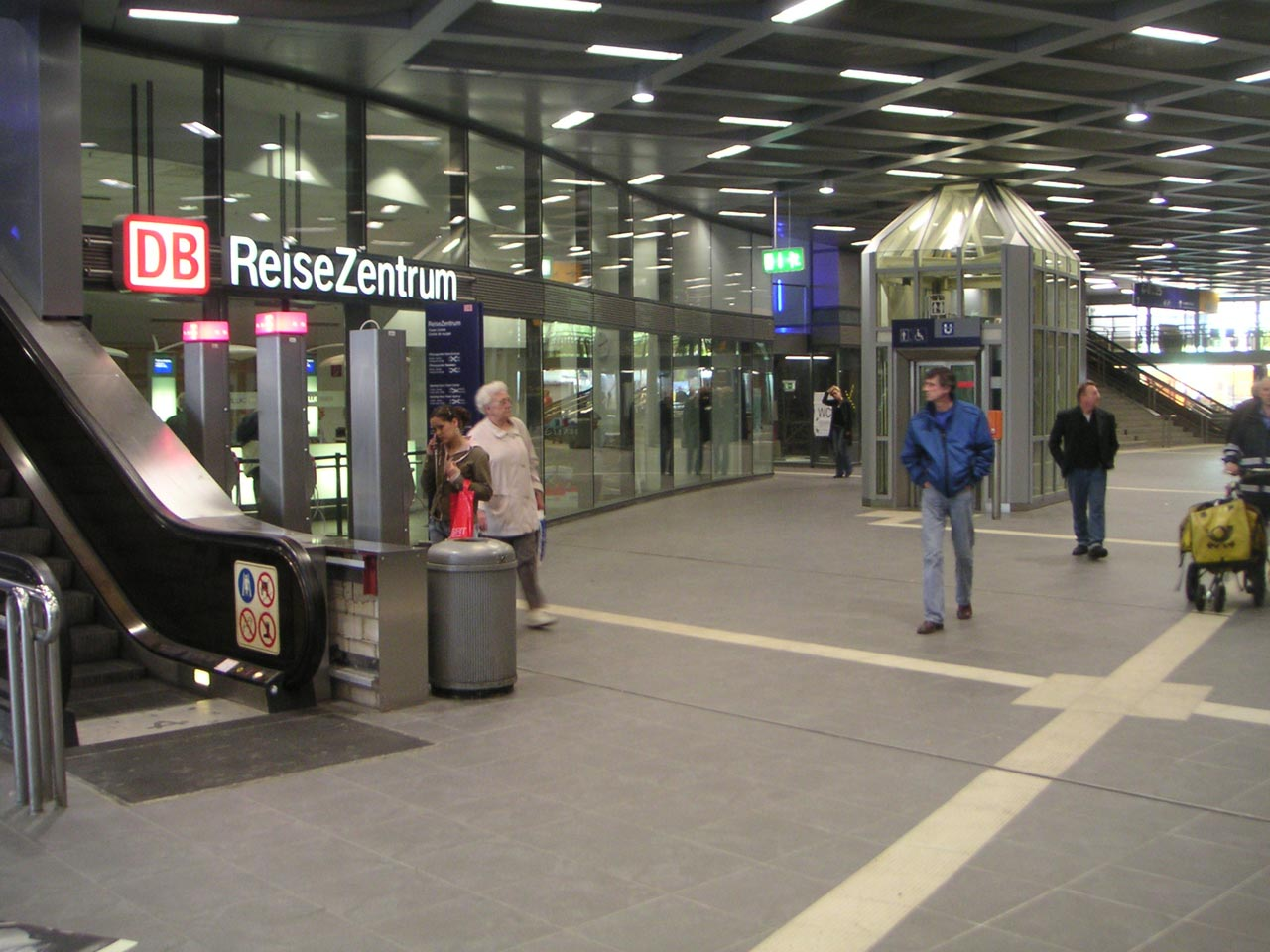
«Reise Zentrum» на вокзале Гельзенкирхена

Вокзал был открыт в 1847 году как станция железнодорожного участка Кёльн-Минден. К началу XX века существующий вокзал уже не справлялся с возросшим пассажиропотоком, в связи с этим в 1904 году было открыто новое здание вокзала.

Современное здание вокзала было построено в 1982 по 1983 годах. Это сооружение было «в штыки» встречено местными жителями, причём споры о новом вокзале не прекращаются и по сей день. Несмотря на это, в 2005 году в рамках подготовки к чемпионату мира по футболу 2006 года вокзал был коренным образом модернизирован. Стоимость реконструкции составила 15 млн. евро. Официальное открытие состоялось 8 июня 2006 года. В рамках модернизации были выполнены следующие работы:
- реконструкции платформ с созданием условий для слепых и инвалидов;
- создание системы кондиционирования;
- реконструкция пассажирского туннеля;
- создание туристического центра («Reise Zentrum»);
- обустройство паркинга и стоянок такси;
- создание широкой сети магазинов, кафе и ресторанов;
- открытие станции эссенского скоростного трамвая «Gelsenkirchen HBF».

## Движение поездов по станции Гельзенкирхен

### IC
| Линия | Маршрут |
| ----- | --- |
| IC 35 | Норддайх — Райне — Мюнстер — Реклингхаузен — Гельзенкирхен — Дуйсбург — Аэропорт (Дюссельдорф) — Дюссельдорф — Кёльн — Кобленц — Трир — Люксембург |

### RE,RBиS-Bahn
| Линия | Название              | Маршрут |
| ----- | --------------------- | --- |
| RE 2  | Rhein-Haard-Express   | Мюнстер — Реклингхаузен — Ванне-Айкель — Гельзенкирхен — Эссен — Мюльхайм-на-Руре — Дуйсбург — Аэропорт (Дюссельдорф) — Дюссельдорф              |
| RE 3  | Rhein-Emscher-Express | Хамм — Камен — Дортмунд — Кастроп-Рауксель — Херне — Ванне-Айкель — Гельзенкирхен — Оберхаузен — Дуйсбург — Аэропорт (Дюссельдорф) — Дюссельдорф |
| RB 42 | Haard-Bahn            | Мюнстер — Реклингхаузен — Ванне-Айкель — Гельзенкирхен — Эссен                                                                                   |
| RB 46 | Glückauf-Bahn         | Гельзенкирхен — Ванне-Айкель — Бохум |
| S2    | S-Bahn Rhein-Ruhr     | Дортмунд — Кастроп-Рауксель — Херне — Ванне-Айкель — Гельзенкирхен — Оберхаузен — Дуйсбург                                                       |